# Michele Rachelle
Michele Rachelle   (dècada del 1780 - dècada del 1860) fou un violinista i director d'orquestra italià actiu a la primera meitat del segle xix.
La primera referència de la seva activitat és per una carta de Gaetano Donizetti de 9 de juliol de 1833 on parlant de la seva activitat com a concertino i director d'orquestra del Teatro Riccardi de Bèrgam, escriu: «jove de gran habilitat, no es podia haver elegit una millor opció». Aquell mateix any, durant el carnaval, ja havia exercit de concertino i director d'orquestra en la temporada del Teatro Carcano de Milà.
L’any següent va ser el director de l'Orquestra Filarmonici della Scuola dirigida per Peter Massini a Milà en l'execució de La creació de Haydn (el mestre del clavicèmbal va ser Giuseppe Verdi). El 1836 va posar música a La sera, d'Andrea Maffei, manuscrit que es conserva a la catedral de Vicenza.
La temporada 1846-1847 va dirigir la segona òpera que s'interpretava al nou Gran Teatre del Liceu, I due Foscari, de Verdi.